# Głuszyca
Głuszyca é um município da Polônia, na voivodia da Baixa Silésia e no condado de Wałbrzych. Estende-se por uma área de 16,21 km², com 6 510 habitantes, segundo os censos de 2016, com uma densidade de 401,6 hab/km².